# هندسة صيدلانية
الهندسة الصيدلانية: هي فرع من فروع الهندسة تركز على اكتشاف وصياغة وتصنيع المستحضرات الصيدلانية، وعمليات تحليل ومراقبة الجودة،  وتصميم وبناء وتطوير مواقع الارتباط التي تنتج الدواء، تستخدم مجالات الهندسة الكيميائية والهندسة الطبية الحيوية والعلوم الصيدلانية والهندسة الصناعية.
تاريخ
كان للبشر تاريخ طويل في استخدام مواد من مصادر طبيعية مثل النباتات كأدوية.على أي حال كان ذلك حتى نهايات القرن التاسع عشر. حيث دمج التقدم التكنلوجي للشركات الكيميائية بالبحوث الطبية وبدأ العلماء في التلاعب وهندسة ادوية جديدة، واليات لتوصيل الدواء، وطرق للإنتاج الضخم (إنتاج كميات كبيرة) 
تركيب دواء جديد
واحدة  الامثلة البارزة على دواء مبني ومهندس تم تصنيعه من قبل  بول ايرليش. ايرليش وجد ان زرنبجيلينات الصـوديوم (مركب يحتوي على الزرنيخ) الضار للبشر فعال جدا في قتل اللولبية الشاحبة، البكتيريا التي تسبب الزهري.افترض انه إذا تم تغير البنية الكيميائية لزرنبجيلينات الصوديم  " الرصاصة السحرية" التي يمكن ان تعرف والتي يمكن ان تقتل البكتيريا المتطفلة من دون ان يكون لها اثار ضارة على صحة الإنسان.كما طور العديد من من المركبات الناتجة من البنية الكيميائية  لزرنبجيلينات الصوديم بالنهاية  تم تحديد مركب كان الأكثر فاعلية ضد الزهري مع كونه الاقل اذية للبشر والذي أصبح معروفا باسم سالفرسان.تم استخدام سالفرسان بشكل واسع لعلاج الزهري بغضون سنوات من اكتشافه
بداية الإنتاج الضخم
في عام 1928اكتشف اليكساندر فلمنغ عفن البنسيليوم والذي يمنع نمو أنواع عديدة من البكتيريا.قام العلماء باكتشاف قابلية هذا العفن في علاج  البكتيريا التي تسبب الالتهابات.خلال الحرب العالمية الثانية قامت الولايات المتحدة والولايات المتحدة الأمريكية بالتعاون لايجاد طريقة للإنتاج الضخم للبنسلين المستخرج من عفن البنسيليوم والذي كان له امكانية انقاذ الكثير من الارواح خلال الحرب، حيث انه استطاع علاج الالتهابات المنتشرة بين الجنور المصابين. كما ان البنسلين تم عزله عن  البنسيليوم في المختبر، لم يكن هناك طرق معروفة للحصول على الدواء المطلوب لعلاج كمية الناس التي كانت بحاجته.العلماء وكبرى شركات الادوية مثل شركة فايزر كانو قادرين على  على تطوير عملية التخمير العميق والتي أنتجت كميات كبيرة من البنسلين.في عام 1944شركة فايزر افتتحت أول مصنع للبنسلين الذي تم تصدير منتجاته لدعم القوى الحربية.
التحكم في تحرير الدواء
تم استعمال الاقراص دوائية للاستهلاك الفموي منذ 1500قبل الميلاد تقريبا. على أي حال منذ وقت طويل كانت الطريقة الوحيدة لاطلاق الدواء هي الإطلاق الفوري، مما يعني ان كل الدواء كان يطلق في الجسم مرة واحدة. في عام 1950 طورت عملية الاطلاق المستديم. من خلال تقنيات مثل الانتشار والخاصية الاسموزية. صممت الاقراص على اطلاق الدواء على مدار 12الى 24 ساعة.سميث، كلاين وفرنش قامو بتطوير أول عملية اطلاق مستدام ناجحة.تتكون تركيبتهم من مجموعة من اقراص صغيرة تؤخذ في نفس الوقت.مع كمية مختلفة من الشمع التي تغلف الاقراص مما يسمح بذوبان بعض الاقراص قبل غيرها في الجسم. النتيجة كانت اطلاق مستمر للدواء بينما يتنتقل في القناة الهضمية كما ان الابحاث الحديثة ركزت على تمديد وقت الإطلاق المستديم ليستمر لشهور.قرص في اليوم  أو قرصين باليوم لازالت الطريقة الأكثر استخداما للإطلاق المستديم.
تكوين المجتمع الدولي للهندسة الصيدلانية
في عام 1980, تكون المجتمع الدولي للهندسة الصيدلانية لدعم وارشاد المتخصصين في الإنتاج الدوائي خلال كل جزء وعملية إنتاج لدواء جديد في السوق.قام المجتمع الدولي للهندسة الصيدلانية بوضع معايير ومبادئ للفرد والشركات للاستخدامها ونمذجة ممارساتهم لاحقا يستضيف المجتمع الدولي للهندسة الصيدلانية أيضًا دورات تدريبية ومؤتمرات للمختصين للحضور والتعلم والتعاون مع الآخرين في هذا المجال
مصادر